# Справа Савченко
Спра́ва Наді́ї Са́вченко — кримінальна справа проти української льотчиці, офіцера Збройних сил України та народного депутата України Надії Савченко, яка потрапила в полон до бойовиків «ЛНР» та була незаконно вивезена на територію Російської Федерації, де їй було висунуто звинувачення у пособництві в убивстві 17 червня 2014 року російських журналістів ВДТРК Ігоря Корнелюка та Антона Волошина, а також у перетині українсько-російського кордону.

## Викрадення
17 червня 2014 року біля селища Металіст українська льотчиця Надія Савченко потрапила в полон до бойовиків «ЛНР». В полоні льотчицю допитували терористи «ЛНР» та «ДНР» разом з журналістами «Комсомольської правди», і 20 червня це інтерв'ю було опубліковано на «Українській правді», у якому вона розповідає, що біля села Металіст було підбито два українських бронетранспортери й вона пішла за пораненими. На питання, чи прийде вона на Донбас зі зброєю, якщо її звільнять? Савченко відповіла, що її не звільнять, а вб'ють, і зробить це російська влада по тим звинуваченням, які їй приписують.
Вночі на 23 червня льотчицю було незаконно перевезено на територію Російської Федерації. Пізніше Савченко розповіла, що її перевозили шістьма різними машинами з мішком на голові. До 30 червня льотчицю тримали у воронезькому готелі «Євро» під охороною озброєних людей в масках. Савченко розповідає, що їй було заборонено виходити, відчиняти вікна та спілкуватися з рідними.
29 жовтня адвокат Надії Савченко Микола Полозов заявив, що вона впізнала на телебаченні одного з її викрадачів, а саме колишнього комбата «Зорі», одного з лідерів «ЛНР» І. Плотницького.. Марк Фейгін заявив, що захист Савченко клопотатиме про допит так званого голови «ЛНР» І. Плотницького. 30 жовтня прокуратура Києва оголосила підозру І. Плотницькому та громадянину Російської Федерації О. Попову у захопленні в заручники та викраденні старшого лейтенанта збройних сил України Надії Савченко та незаконному переміщенні її через державний кордон України. 5 листопада під час зустрічі з адвокатами Н. Савченко назвала імені ще двох своїх викрадачів — це були бізнесмен Карякін та В. Громов.
23 грудня Савченко заявила, що її викрали бойовики незаконного збройного формування батальйону «Зоря» у Луганській області в ході зустрічного бою. Вона згадала, що її перевозили в наручниках з мішком на голові 8 годин, шістьма машинами під озброєним конвоєм. Коли її передали слідчому, він заявив вимогу, що або вона піде на співпрацю, або її посадять до в'язниці.

## Суд
8 липня стало відомо, що Надія Савченко в кінці червня була викрадена з України та вивезена на ворожу територію до Росії; перебуває під вартою в слідчому ізоляторі (СІЗО) міста Воронеж. У Слідчому комітеті Російської Федерації стверджували, що Савченко перетнула кордон з Росією без документів під виглядом біженки та була затримана в одному з населених пунктів для встановлення особи. 15 липня до СІЗО в якому знаходилась Савченко не впустили українського консула. До того глава адміністрації Президента Росії С. Іванов обіцяв забезпечити доступ консула до льотчиці.
24 липня Слідчий комітет Росії заявив, що начебто розшифрував історію дзвінків з телефону льотчиці Надії Савченко та знайшов розшифрування доказів її причетності до вбивств російських журналістів. Під час заяви Слідчий комітет заявив, що телефон було вилучено під час затримання на території Росії. Голова Слідчого комітету заявив, що за їхньою версією Савченко навела вогонь мінометів на журналістів та біженців, що знаходились рядом по телефону. Крім того в документі про арешт Савченко зазначено, що вона була заарештована на території «ЛНР».
25 липня під час засідання воронезького обласного суду льотчиця Савченко спілкувалась українською мовою і відмовилась від перекладача. Захист Савченко зажадав відведення перекладача, оскільки перекладачка перекладала не більше як 20 % від сказаного льотчицею. Проте прокурори заявили, що це не принципово. Савченко заявила про бажання бути присутньою в залі суду, бо не чує своїх адвокатів та прокурорів, але прокуратура висловилась проти цього.
2 серпня Генеральний Прокурор України Віталій Ярема заявив, що Російська Федерація не відповідає на листи стосовно Надії Савченко.
25 серпня адвокат Надії Савченко Марк Фейгін заявив, що льотчицю було викрадено ще до того, як загинули російські журналісти Корнелюк і Волошин.
27 серпня під час судового засідання Надія заявила, що перебуває в Росії з 24 червня. Цього ж дня суд ухвалив рішення про продовження арешту Надії Савченко ще на два місяці та проведення протягом місяця стаціонарної судової психолого-психіатричної експертизи в інституті ім. Сербського у Москві. Крім того, Воронезький Слідчий комітет відмовив у порушенні кримінальної справи за статтею 126 Кримінального Кодексу Російської Федерації (викрадення людини).

### 2014 рік
Вересень
10 вересня адвокат Надії Савченко Марк Фейгін заявив, що справа Савченко є справою № 1 в Росії і вперше стоїть на сторінці не громадянин Росії, а України.
15 вересня російський суд відмовився відпустити Савченко під заставу 1 мільйон рублів, що пропонував її адвокат і продовжив строк арешту Надії до 30 жовтня. Суд погодився з аргументами слідства, що у разі звільнення Савченко під заставу, обвинувачена може сховатися і не з'явитися до суду, де будуть проходити слухання справи по суті. Все це відбулося всупереч тому, що захист Савченко наполіг на дослідженні в ході засідання письмових доказів обвинувачення, які, на його думку, доводять відсутність у слідства доказів її причетності до загибелі російських журналістів.
17 вересня адвокат Савченко Марк Фейгін заявив, що він вважає, що льотчицю можна звільнити лише політичним рішенням.
22 вересня була вивезена з воронезького СІЗО-3 в невідомому напрямку; про це стало відомо лише вранці 24 вересня. Згодом з'явилась інформація про вивезення Надії до московського СІЗО-6 — жіночого ізолятора зі спецблоком для колишніх співробітників органів.
24 вересня офіційний представник Слідчого Комітету Російської Федерації В. Маркін заявив, що Надії Савченко призначена психіатрична експертиза. М. Фейгін заявив, що Савченко намагаються примусити відмовитись від адвокатів і частково визнати свою провину. Того ж дня Генеральний секретар ООН Пан Гі Мун пообіцяв прем'єр-міністру А. Яценюку сприяння у звільненні незаконно утримуваних у Росії громадян України Надії Савченко та Олега Сенцова.
Жовтень
2 жовтня адвокат Микола Полозов заявив, що у московському СІЗО на Надію намагаються чинити тиск, та надав інформацію про умови в СІЗО-6: «Умови утримування Савченко в СІЗО-6 жорсткіші, ніж у СІЗО-3 у Воронежі. Тут їй заборонили тримати особисті записи — відібрали і порвали щоденник. Їй забороняють спілкуватися з іншими ув'язненими, навіть на прогулянку виводять, коли нікого немає. Пошта також поки що не доходить».
13 жовтня за рішенням Басманного суду Савченко, не зважаючи на скаргу захисту, була доставлена в інститут ім. Сербського для проходження «стаціонарної психолого-психіатричної експертизи». Адвокат Савченко М. Полозов заявив, що його підзахисну перевели з СІЗО до стаціонару саме в день суду навмисно, щоб ускладнити доступ до правосуддя.
17 жовтня повідомляється про катування та обмеження законних прав ув'язненної. Адвокат Надії Савченко М. Полозов заявив, що в інституті судової психіатрії імені Сербського всю ніч в дверях сидить співробітник ФСВП і стежить за нею. За його словами умови для зустрічі з захисниками жахливі і суперечать Європейській конвенції. Він говорив з нею через скло в присутності 5 співробітників ФСВП, включаючи полковника. Савченко йому розповіла, що слідчий Дриманов вимагав від її мами умовити Надію відмовитись від нинішніх адвокатів і взяти лояльних до влади. Крім того Савченко забороняють не тільки писати, а й готувати папери до суду.
21 жовтня адвокат Надії Савченко Марк Фейгін заявив, що у її палаті нарешті почали вимикати світло, завдяки чому вона тепер може спати. Потім це підтвердив й інший адвокат льотчиці Микола Полозов, але він підкреслив, що захист однаково вимушений спілкуватись з нею через вікно. У свою чергу Савченко написала звернення до уповноваженого з прав людини в Росії Елли Памфілової зі скаргою на надто тонкий матрац на нарах, через що вона відчуває біль у спині та може захворіти міжхребцевою грижею.
22 жовтня мати Надії Савченко Марія направила на ім'я президента Російської Федерації Володимира Путіна прохання звільнити її дочку.
27 жовтня Басманний суд Москви продовжив термін тримання під вартою Надії Савченко до 13 лютого 2015 року. Захист льотчиці вважає, що її обрання до Верховної Ради України не надто позначиться на її кримінальному переслідуванні в Росії. Марк Фейгін заявив, що на її долю може вплинути обрання до складу делегації України в ПАРЄ.
28 жовтня Марк Фейгін заявив, що Савченко, яку вже обрали депутатом Верховної Ради в Росії хочуть судити за «незаконний перетин кордону».
30 жовтня представник Слідчого Комітету Російської Федерації О. Дриманов заявив, що вони «зібрали достатньо доказів, які підтверджують провину Савченко», а тому підстав для її звільнення з-під варти на сьогоднішній день немає. Пізніше Марк Фейгін заявив, що експертиза Надії Савченко в інституті Сербського завершена, вона визнана осудною, хоч ніяких доказів провини Савченко немає. Надія подала заяву про звільнення зі Збройних сил України у зв'язку з обранням депутатом Верховної Ради від партії «Батьківщина» за результатами минулих 26 жовтня дострокових парламентських виборів. Натомість у заяві прес-служби Міноборони України було повідомлено, що Надії Савченко не потрібно звільнятися зі збройних сил, щоб стати депутатом Верховної Ради.
31 жовтня адвокати Савченко М. Фейгін та М. Полозов заявили, що Надію етапують назад у СІЗО.
Листопад
7 листопада Надію Савченко привели в зал суду в супроводі конвою з 10 поліцейських. Конвой був озброєний табельними пістолетами ПМ та пістолетами-кулеметами «Кедр». Савченко знову відмовилася говорити з суддею Басманного суду російською мовою. Їй в свою чергу не надали перекладача, що адвокати назвали грубим порушенням. Того ж дня М. Фейгін заявив, що захист Савченко планує домагатися для неї статусу військовополоненої й звільнення її від кримінальної відповідальності у Російській Федирації.
Грудень
11 грудня Верховна Рада України закликала Держдуму і Путіна звільнити Савченко та інших полоненних. Того ж дня адвокат Савченко Ілля Новіков у своєму Facebook написав, що стан здоров'я льотчиці погіршився і вона попросила про допомогу. У неї сталося запалення правого вуха, яке було застуджене ще у вересні.
12 грудня Марк Фейгін повідомив, що захист Надії Савченко попросив Слідчий комітет Росії про призупинення кримінальної справи стосовно Савченко, зважаючи на її статус військовополоненої. Крім того він заявив, що у випадку негативної відповіді Савченко планує розпочати голодування.
13 грудня Надія Савченко розпочала голодування на знак протесту проти незаконного ув'язнення в Росії.
18 грудня під час прес-конференції президент Росії Володимир Путін заявив, що українську льотчицю і депутата Верховної Ради Надію Савченко відпустять, якщо суд визнає її невинною, інакше — буде відбувати покарання.
22 грудня Марк Фейгін заявив, що Савченко продовжує голодування та вже схудла на 5 кілограмів, але припиняти не збирається. Того ж дня Московський суд відхилив скаргу Надії Савченко й залишив її під арештом. У відповідь Савченко заявила про безстрокове голодування в разі, якщо рішення суду не зміниться. Вона пояснила, що змушена була оголосити голодування, щоб її почали лікувати.
23 грудня Савченко заявила, що хотіла б сказати Путіну, що Україна ніколи не була «меншовартіснішою ніж Росія» і не треба принижувати українців, називаючи їх «малоросами» чи «новоросами».

### 2015 рік
Січень
5 січня 2015 року Марк Фейгін заявив, що Надія Савченко має намір прилетіти 26 січня до Страсбурга на сесію Парламентської асамблеї Ради Європи. Крім того він заявив, що Надія продовжує голодування і п'є лише теплу воду.
25 січня спікер Держдуми Сергій Наришкін заявив, що Савченко буде звільнена лише якщо суд не встановить її провину. Глава ПАРЄ Анн Брассер заявила, що Савченко не може бути присутньою на сесії, оскільки перебуває в ув'язненні в Росії.
26 січня Парламентська Асамблея Ради Європи визнала повноваження народного депутата Н. Савченко. Сама Савченко написала звернення до делегатів ПАРЄ. Його оприлюднив адвокат льотчиці М. Фейгін. Президент ПАРЄ Анн Брассер надіслала листа спікеру Держдуми С. Наришкіну у якому просила звільнити льотчицю, яка голодує вже 45 днів відповідно до правил Ради Європи. Однак Москва відповіла відмовою.
Представники офіційної делігації РФ у ПАРЄ підтримали рішення комітету про звільнення Савченко, але натомість вимагали повернути собі право голосу в цій організації.
29 січня Марк Фейгін повідомив, що Надію Савченко через різку втрату ваги переводять до медсанчастини «Матросская тишина». М. Полозов повідомив, що ФСБ РФ повідомило її, що проти неї порушено нову справу. Того ж дня Савченко у листі до російського опозиціонера Марка Гальперіна повідомила, що незважаючи на те, що голодує з 15 грудня минулого року почувається бадьоро, але лікарі думають, що вона на грані. Звертаючись до Гальперіна, вона зазначила, що дуже боялася за людей у Росії, які вийдуть, щоб її підтримати, оскільки в РФ мітинги заборонені. 30 січня звільнити Савченко закликав російський опизиціонер Михайло Ходорковський.
Лютий
3 лютого речник МЗС Перебийніс Євген Петрович заявив, що відповідальність за життя Савченко лежить на Російській Федерації. Під час брифінгу він нагадав, що Савченко оголосила голодування, яке триває вже 50 днів і її життю загрожує реальна небезпека. Того ж дня медики клініки «Феофанія» повідомили, що вона вже втратила 18 кілограмів. Адвокат Савченко Ілля Новиков повідомив, що вона «повільно помирає» у російській тюрмі. Вона відмовляється їсти, але випиває близько двох літрів води на день. 6 лютого Віра Савченко заявила, що «бойовий дух» Надії не змінився. Того ж дня правозахисниця Зоя Светова повідомила, що «Новая газета» у Росії почне збір підписів під зверненням до Путіна з вимогою звільнити з Лефортовської в'язниці Надію Савченко.
9 лютого адвокат Марк Фейгін повідомив про подання заяви до Європейського суду з прав людини (ЄСПЛ) із проханням терміново прийняти «попередні заходи» для розгляду справи Надії Савченко. У заяві наголошується на загрозі здоров'ю та життю українки, ув'язненої в російському СІЗО. На цей день Савченко голодує вже 59-й день на знак протесту проти незаконного ув'язнення в Росії — відмовляється припинити голодування та заявляє про готовність піти з життя.
10 лютого суд продовжив утримання Надії Савченко до 13 травня. Адвокат Микола Полозов повідомив, що захист безумовно буде оскаржувати це продовження арешту. Про незламність духу та готовність іти до кінця свідчить малюнок Надії, який вона зробила під час судового засідання: «Українкою я народилася. Українкою я і помру!» та її промова в залі суду.

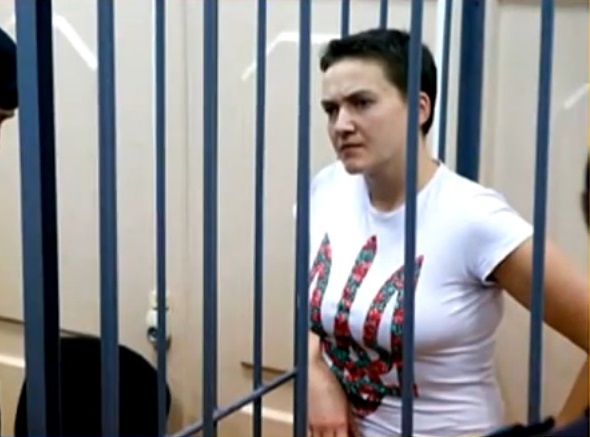

12 лютого Президент України Петро Порошенко після проведення перемовин у Мінську «нормандської четвірки» відносно врегулювання конфлікту на сході України заявив про домовленість щодо звільнення Надії Савченко. Натомість адвокат Надії Марк Фейгін прокоментував ситуацію так: «Справа Савченко формально продовжиться. Вона завершиться процесуальним способом. Хоча невинуватість Савченко очевидна»; голова комітету Держдуми РФ із міжнародних справ О. Пушков зазначив, що на законодавчому рівні механізму автоматичного звільнення громадянки України Надії Савченко не існує, її невинуватість має довести суд. За словами адвоката Іллі Новикова Надія Савченко звістку про можливе звільнення зустріла зі «стриманою радістю», але до свого звільнення припиняти голодування не буде. Також він надав інформацію про стан її здоров'я: «На сьогодні Надія Савченко важить трохи менше 59 кг, температура 35.8, цукор 3.2 (крапельницею підняли до 3.7)». Після переговорів Савченко написала листа Порошенку у якому дякує українській делігації за зусилля у її звільненні:
Того ж дня Марк Фейгін повідомив, що має неофіційне підтвердження з Києва про включення Надії Савченко до списку по обміну заручниками за результатами зустрічі «нормандської четвірки».
13 лютого прес-секретар президента Росії Д. Пєсков сказав, що питання Савченко не обговорювалось на зустрічі в Мінську, а лише згадувалося українською стороною. За словами Пєскова Путін повторив, що ступінь вини Савченко визнає суд. У той же час він підтвердив, що президент франції Франсуа Олланд та канцлер Німеччини Ангела Меркель «дійсно висловлювались» за звільнення Савченко, але за словами Пєскова їм були надані «відповідні роз'яснення». Президент Порошенко виступаючи у навчальному центрі Національної гвардії України у Нових Петрівцях заявив, що Україна продовжуватиме жорстко вимагати від Росії звільнити Надію Савченко. Того ж дня Європейський суд з прав людини закликав Савченко негайно припинити голодування, яке триває 60 діб. Речник Державного департаменту США Джен Псакі заявила, що Савченко є заручником російської влади та має бути негайно звільнена. Надію Савченко в лікарні МСЧ-77 ФСВП Росії, куди вона була переведена через голодування, відвідали голова Ради з прав людини (РПЛ) М. Федотов і голова фонду «Справедлива допомога», член РПЛ Є. Глинка, яка повідомила про перебіг голодування ув'язненої:
14 лютого Європейський суд з прав людини (ЄСПЛ), у відповідь на звернення захисту від 9 лютого, офіційно відмовився застосовувати термінові заходи задля порятунку життя щодо Надії Савченко (за правилом 39 суду). За практикою ЄСПЛ добровільне голодування не вважається підставою для застосування цього правила, так як вважається, що особа, яка голодує, сама наносить шкоду здоров'ю відмовою приймати їжу.
15 лютого, за повідомленням Федеральної служби виконання покарань (ФСВП) Росії, Надію Савченко, яка голодує проти незаконного утримування в Росії, оглянули німецькі лікарі. Фахівці відзначили, що наразі пріоритетною є «психологічна робота з обвинуваченою, яка буде спрямована на відмову від подальшого голодування». ФСВП Росії повідомила, що німецькі лікарі «визнали стан Савченко задовільним». Але Міністерство закордонних справ Німеччини, в свою чергу, не підтвердило цю інформацію.
18 лютого на прохання Віри Савченко надати оцінку стану здоров'я її сестри українськими медиками вранці терміново вилетів до Москви заступник головного лікаря Клінічної лікарні «Феофанія» Андрій Строкань. Порушивши попередню обіцянку, російська сторона після довгого очікування допустила до полоненої лише сестру Віру та заборонила огляд українським лікарем. Також не вдалося з'ясувати, які саме препарати застосовуються для підтримки фізичного стану Надії.
19 лютого, за повідомленням адвоката Миколи Полозова, Надія Савченко через запалення вен від катетерів відмовилася від ін'єкцій глюкози, якими підтримували її здоров'я під час голодування. Також вона звернулась листом до ПАРЄ з проханням провести її обстеження міжнародним незалежним консиліумом лікарів, до складу якого будуть включені зокрема кардіолог, гастроентеролог, ендокринолог та інші спеціалісти.
20 лютого Віра Савченко повідомила, що зустріч з Надією 18 лютого із запланованих 40 хвилин тривала лише 8 хвилин та була перервана через те, що сестри спілкувалися українською мовою. Віра розповіла, що «на вигляд Надія схудла більше, як була на суді»; що до Савченко в СІЗО було допущено «якихось невідомих німецьких лікарів», котрі пізніше на російському телебаченні заявили, що все добре і вона «рівномірно і тихенько помирає». Через це Надія відмовилась від коктейлів, уколів глюкози та вживає тільки воду. Вага ув'язненої на 70-й день голодування становить 57 кг. У Надії Савченко почались проблеми із щитоподібною залозою, від чого вона весь час мерзне.
Березень
4 березня адвокат Надії Савченко Новиков повідомив, що її примушували приймати невідомі ліки. Він також розповів, що 10 лютого Савченко образив конвоїр, він змушував її говорити російською і назвав українську «чурбанською». Пізніше Надія упізнала конвоїра на фотографії в журналі The New Times, який Новиков випадково приніс їй почитати. Того ж дня Президент Порошенко написав лист В. Путіну з вимогою негайно звільнити Савченко.
5 березня в Н. Савченко під час зустрічі з консульським представником посольства України в Росії стався напад, після чого вона вирішила частково припинити голодування. М. Фейгін повідомив, що Надію хотіли госпіталізувати, оскілька стан її здоров'я погіршився, але вона відмовилась від госпіталізування і погодилась вживати бульйон. Про свої наміри льотчиця написала у зверненні до українців: «Так, фізично мені трохи паршиво, але не настільки, щоб померти зараз. Тому певний час поп'ю бульйон для того, щоб як жити — то ліки. Буду боротися разом з вами.»
6 березня відповідаючи на лист Порошенка, Путін відповів, що фінальне рішення щодо Надії «буде базуватися на правових нормах». Головні деталі листа в Кремлі коментувати відмовились. Того ж дня Н. Савченко погодилась на госпіталізацію, але якщо її оглянуть українські лікарі.
7 березня мати Надії Марія Савченко написала листа канцлеру Німеччини Ангелі Меркель з проханням посприяти звільненню її дочки, який був опублікований німецькою газетою Bild:
.
11 березня захист Савченко повідомив, що на момент вбивства російських журналістів Надія вже дві години була у полоні, оскільке відео з її допитом бойовиками «ЛНР» було записано близько 10 ранку, в той час як журналісти загинули о 12 годині.
16 березня Надія Савченко відновила голодування.
Сама Савченко заявила, що голодуватиме до повернення на Україну, або до «останнього дня життя» і не вважає за можливе йти на компроміси зі своєю совістю.
 — йшлося у листі Савченко, який опублікували її адвокати.
17 березня прес-секретар Путіна Д. Пєсков заявив, що Віра Савченко звернулася до президента Росії з проханням обміняти її на сестру, але їй відмовили.
21 березня член громадської спостережної комісії Москви О. Куліковський повідомив, що Савченко може припинити голодування, якщо їй буде змінено запобіжний захід на домашній арешт.
26 березня Басманний суд Москви відхилив скаргу захисту Савченко на дії слідчих. Адвокат Савченко Марк Фейгін повідомив, що вона важить 53 кілограми. Проте в Басманному суді клітку із заручницею охороняли більше десятка поліцейських.
30 березня правозахисники повідомили, що вага Савченко впала до 53 кілограмів і вона вперше заговорила про смерть.
Квітень
15 квітня Віра Савченко заявила, що до її сестри приходили депутати російської Держдуми і пропонували визнати свою провину і отримати термін, але потім її помилують. Їхнім основним месседжем є те, що вона має примирити Україну та Росію. В. Савченко висловила думку, що це робиться для того, щоб російська влада змогла зберегти обличчя.
22 квітня міністр іноземних справ РФ Сергій Лавров заявив, що згідно з мінськими домовленностями Савченко може бути амністованою, але після рішення суду. Того ж дня Верховна Рада України звернулася до Європарламенту, Єврокомісії, ПАРЄ, Парламентської асамблеї ОБСЄ, Конгресу США, парламентів та урядів інших демократичних країн світу невідкладно ввести санкції проти осіб, які відповідають за незаконне утримання Савченко у російській в'язниці.
Травень
6 травня під час суду Надії Савченко стало погано і їй викликали швидку. Савченко поскаржилась, що у неї давить в грудь й болить серце. Того ж дня під час виступу Савченко закликала росіян подивитися на дії свого президента, який ставить під загрозу їхню країну. Басманний суд Москви хоч і визнав Савченко делегатом ПАСЄ, але відпускати відмовився. Арешт Н. Савченко було продовжено до 30 червня.
12 травня Надія Савченко припинила голодування, щоб краще підготуватися до суду. Голова президентської ради з прав людини М. Федотов повідомив, що станом на цей час вона важить 60 кілограм.
Липень
6 липня Слідчий комітет РФ завершив кримінальне розслідування проти Н. Савченко. Адвокат І. Новіков заявив, що Надію можуть засудити до 13 років в'язниці. Того ж дня, захисту Савченко відмовили у суді присяжних.
13 липня у прес-службі Слідчого комітету Російської Федерації повідомили, що Савченко може загрожувати до 25 років в'язниці. Санкція статті, за якою в Росії судять Савченко, передбачає покарання до довічного позбавлення волі, але відповідно до кримінального кодексу Росії, жінкам довічне ув'язнення не призначають.
16 липня Савченко написала ласт до Генсека ООН Пан Гі Муна з проханням сприяти перенесенню розгляду справа до Москви. В листі Савченко писала, що Ростов-на-Дону — це головний центр постачанням російської зброї й найманців на територію України, що там знаходяться тисячі озброєних людей, які їдуть воювати проти законної української влади, а її адвокати постійно отримують погрози від прихильників сепаратистів, а Росія продовжує ігнорувати її імунітет, як члена Постійної делігації України в ПАСЄ. Також, Савченко звернулась по допомогу до президентів ПАРЄ та Європарламенту.
17 липня готуючись до етапування з Москви до Ростову, Савченко склала заповіт і заявила, що готується до гіршого.
Того ж дня Савченко було перевезено до Ростова.
В кінці липня бойовики надали відео, яке нібито підтверджувало вину Савченко. Адвокат Савченко І. Новіков написав, що відеофайли, надані терористами були сфальсифіковані й експерт в його присутності пальцем на моніторі показав, як їх редагували, щоб змінити час. Суд над Надією Савченко було призначено на 30 липня в Донецькому міськсуді Ростовської області.
25 липня Марк Фейгін заявив, що Савченко засудять і дадуть великий термін, а врятувати її можна лише під міжнародним політичним тиском, оскільки надії на те, що її виправдають немає.
28 липня адвокат Савченко І. Новіков заявив, що впевнений, що її обміняють на полоненних російських ГРУшників, а якщо Надії і дадуть 20 років, то тиск Європи на Росію буде посилено. Адвокат також сказав, що звільнення Савченко не залежатиме від того, скільки років їй намалюють.
30 липня Надія Савченко розповіла, що її 4 дні тримали у воронезькому слідчому ізоляторі. О 11 годині ранку вона була доставлена в Донецький міськсуд Ростовської області. Адвокати Савченко прибули на суд в бронежилетах.. До будівлі приїхали представники посольств України, Великої Британії та Нідерландів, будівлю суду було повністю закрито. Того ж дня Марк Фейгін повідомляв, що Україна та Росія ведуть переговори про обмін Надії Савченко на затриманих російських військових.
Серпень
16 серпня адвокат Савченко оприлюднив відеодоказ невинуватості Надії. У відеодоказі зокрема зазначалось, що Надія була стрільцем й пілотом-штурманом а не навідником.
22 серпня відповідаючи на питання, чи бачить вона для себе можливість в осяжному майбутньому вийти на свободу і повернутися в Україну і чи готова до компромісів з російською владою Надія Савченко заявила: «В Україну я повернуся за всяку ціну. А на компроміси з мерзотою я не йду», а якби могла щось сказати президенту РФ В. Путіну, заявила: «Краще піди у відставку сам».
Вересень
29 вересня було опубліковане відео затримання Савченко російськими військовими, на якому вона каже: «я не снайпер, в мене автомат.» Під час суду Савченко заявила, що 17 червня 2014 року — в день обстрілу російськиї журналістів забирала поранених з українських блокпостів біля міста Щастя, а на момент потрапляння в полон, в неї було дві радіостанції і два мобільні телефони. Надія також розповіда, що під час затримання, яке відбулось приблизно о 10:30 їй поранили руку, а медичну допомогу надали вже у Луганську. Під час засідання головуючий суддя заборонив присутнім у залі кивати головою, бо це «може відвернути суд від правосуддя».
Жовтень
1 жовтня в Міністерстві юстиції Росії заявили, що можуть передати Савченко Україні, але тільки якщо та визнає її винною. Міністр юстиції України Павло Петренко ці заяви відкинув й засудив. Того ж дня суд заборонив адвокатам Савченко коментувати процес у соцмережах.
7 жовтня під час засідання Донецького міського суду Ростовської області Савченко одягнула на голову пакет, під час виступу свідка, який брав участь у її викраденні.
Листопад
18 листопада суд задовольнив клопотання лідера луганських сепаратистів Ігоря Плотницького про закриття судового засідання у справі Савченко. Допит Плотницького проходив у закритому режимі, адвокатів Савченко та журналістів допущено не було.
Грудень
17 грудня Донецький міський суд ухвалив рішення про продовження утримання української льотчиці під вартою до 16 квітня 2016 року. У відповідь Савченко оголосила голодування. На засідання суду Савченко прийшла у футболці з питанням: «Коли відпустять українських політв'язнів, яких викрали і незаконно утримують у російських в'язницях».

### 2016 рік
Січень
10 січня адвокат Савченко Марк Фейгін заявив, що інформації про погіршенні стану здоров'я української льотчиці немає. «Вона готувалася до голодування, їла, набирала вагу, щоб тепер її витрачати. Поки що нічого, що може викликати побоювання за стан здоров'я, нам не відомо» — заявив Фейгін. 12 січня адвокат Савченко Микола Полозов повідомив, що за 26 днів голодування Надія втратила 15 кілограмів, в неї болить підшлункова, але від голодування українка не відмовляється.
14 січня в інтерв'ю журналістам «УНІАН» відповідаючи на питання чи вірить вона у своє звільнення, Савченко відповіла:
18 січня в Австрії на честь Надії Савченко випустили вино із назвою «Nadiya». Того ж місяця у Варшаві на честь української льотчиці назвали парк неподалік російського посольства.
25 січня Донецький міськсуд відмовився слухати свідчення військового ЗСУ, який був у полоні разом з Савченко і міг підтвердити час затримання Надії.
Лютий
Станом на 1 лютого 2016 року за півтора місяці голодувань Надія Савченка схудла на 18 кілограмів. 3 лютого на черговому допиті Савченко сказала, що ніколи не відкривала вогонь по неозброєним людям: «я військовий, а не вбивця. Прокурори кажуть, що я стріляла в людей. Так, в озброєних людей, захищаючи свою Батьківщину».
5 лютого Марк Фейгін заявив, що обвинувальний вирок проти Савченко вже є, але паралельно ведуться переговори про її відправлення в Україну.
Березень
3 березня з'явилося «останнє слово» Надії Савченко в якому вона каже: «я хочу, щоб весь цивілізований світ, демократичний світ зрозумів, що Росія — це країна третього світу з тоталітарним режимом і диктатором-самодуром. Абсурдною є ситуація, коли ті, хто викрадає людей — піддає їх тортурам, потім ще й роблять вигляд, що мають право їх судити. Про який справедливий суд тут може бути мова? В Росії суду і слідства немає! Тут є фарс лялькових маріонеток Кремля і я вважаю абсолютно зайвим витрачати час свого життя на те, щоб брати в ньому участь!». З 4 березня Савченко оголосила суху голодовку.
9 березня під посольством Росії у Києві відбулися акція в підтримку Надії Савченко. Активісти вийшли з плакатами «Путіна в Гаагу, Надії — волю». Того ж дня акції в підтримку Савченко відбулась у Маріуполі біля пам'ятника Тараса Шевченка, в Одесі та інших містах.
21 березня розпочалося оголошення вироку Надії Савченко. 22 березня під час оголошення вироку судя назвав українку «Надя-бандеровка». Половину української делігації до зали суду невпустили. Українську льотчицю засудили до 22 років позбавлення волі. Того ж дня Президент України П. Порошенко підтвердив, що під час зустрічі нормандської четвірки у 2015 р. Путін обіцяв звільнити Савченко після вироку.

## Стан здоров'я
23 лютого кореспондент радіо «Свобода», з посиланням на учасника громадської спостережної комісії Валерія Борщова, повідомив, що в української льотчиці Надії Савченко, яка перебуває в московському СІЗО й оголосила голодування, вже є порушення роботи деяких органів:
27 лютого Віра Савченко заявили, що Надія намагається зберегти своє здоров'я, але піде до кінця. Крім того вона повідомила, що Савченко двічі впадала у кому. Із висновків німецьких медиків критичною датою здоров'я Надії Савченко має бути 6-8 березня.
14 березня до Савченко потрапила група українських лікарів. Після огляду вони заявили, що весь час виходу з голодування вона має перебувати під наглядом лікарів. На момент огляду її стан був задовільний.
20 березня Віра Савченко повідомила, що стан здоров'я Надії погіршився і її готують до перевезення в лікарню.

## Звільнення
25 травня 2016 року вранці президент РФ Путін підписав указ про помилування Надії Савченко
. Тоді ж Президент України Петро Порошенко помилував російських ГРУшників Є. Єровєєва та А. Александрова. Через декілька годин за українською льотчицею в Ростов-на-Дону приїхав президентський літак Порошенка. Після прибуття в Україну, Савченко відмовилась прийняти квіти від лідера «Батьківщини» Юлії Тимошенко і вийшла на пресконференцію з Президентом Порошенком, який вручив їй звання «Героя України».

## Міжнародна реакція
Україна
11 липня 2014 року Президент Петро Порошенко доручив призначити льотчиці Савченко нового адвоката, який забезпечить її захист. Крім того Президент України доручив Генеральній Прокуратурі і Службі безпеки перевірити обставини вивезення Савченко з України на територію Російської Федерації. Також у липні в соціальних мережах було опубліковано листа Надії Савченко до Президента України Петра Порошенка в якому льотчиця пише, що вона витримає, а його подякувала за те, що не забуває людей «Я вірю в Україну, в свій народ і хочу вірити вам як гаранту» — пише льотчиця Президенту.
21 серпня Президент Порошенко нагородив льотчицю Савченко Орденом «За мужність» III ст. — за особисту мужність і героїзм, виявлені у захисті державного суверенітету та територіальної цілісності України, вірність військовій присязі, високопрофесійне виконання службового обов'язку.
12 вересня Порошенко вимагав негайно звільнити льотчицю Надію Савченко та режисера Олега Сенцова в рамках мінських домовленостей.
22 грудня Ю. Тимошенко заявила, що в Росії «у закритому режимі готуються зміни до законодавства країни щодо застосування смертної кари». У зв'язку з цим вона попросила депутатів розглянути постанову щодо делегування Савченко до ПАРЄ від України і звернутись до міжнародних організацій з проханням прискорити звільнення Савченко. Того ж дня Савченко в інтерв'ю «Новій газеті» заявила, що пішла на вибори з «Батьківщиною», тому що на її думку сепаратисти не хотіли, щоб саме Тимошенко прийшла до влади.
16 лютого 2015 року Голова Верховної Ради України Володимир Гройсман та Президент Німецького Бундестагу проф. д-р Норберт Ламмерт в спільній заяві, зокрема, висловили вимогу звільнити утримувану в Росії Надію Савченко.
24 лютого у Києві під стінами посольства Російської Федерації відбулась акція на підтримку ув'язненої Надії Савченко, в якій брала участь також її сестра — Віра. Учасники тримали плакати «#FreeSavchenko», «Умом Россию не понять» та «74 дні голоду», а також залишили біля будівлі посольства, як нагадування, графіті #FreeSavchenko.
1 березня 2015 року патріарх Філарет нагородив Надію Савченко орденом святого великомученика Георгія Побідоносця.
2 березня Президент Порошенко нагородив Савченко званням Героя України.
 — йшлося у заяві Президента України.
Того ж дня під час зустрічі з міністром закордонних справ Польщі Гжегожем Схетиною та Данії Мартіном Лідегаардом Порошенко нагадав, що згідно з мінськими угодами Росія має звільнити Савченко з в'язниці.
5 березня 2015 року на Черкащині у місті Ватутіне Площу Леніна було офіційно перейменовано на Площу Надії Савченко.
6 травня Папі Римському Франциску подарували футболку з зображенням Надії Савченко, про що повідомила прес-служба українського посольства при Святому Престолі.
 Європейський Союз
15 липня 2014 року Європейський суд з прав людини почав провадження у справі української льотчиці Надії Савченко проти Росії й надав справі статус пріоритетної. Президент суду звернувся до уряду Російської Федерації з питанням про те, як Надія Савченко потрапила в російський СІЗО, на який підставах і у чому не були надані можливості зустрітися з консулом України. Суд зобов'язав російський уряд проінформувати про умови утримання української льотчиці.
27 - 28 січня 2015 року під час засідання зимової сесії Парламентська асамблея Ради Європи ухвалила резолюцію та прийняла поправку до неї, в якій міститься пункт із закликом до російської влади звільнити депутата Верховної Ради, члена української делегації в ПАРЄ Надію Савченко впродовж 24 годин і передати її Україні чи третій стороні. За поправку до резолюції про передачу Савченко третій стороні проголосував 171 делегат, проти — 10, утрималися — 13. За поправку про 24 години проголосували 173 делегати, проти — 12, утрималися — 18.
З 4 лютого європарламентарі щодня посилали листи постійному представникові Росії в ЄС В. Чижову з вимогою звільнити Надію Савченко. 4 - 6 лютого литовський депутат Європарламенту Петрас Ауштрявічус провів акцію голодування та закликав верховного представника ЄС Федеріку Могеріні й інших депутатів почати голодувати на підтримку незаконно ув'язненої Надії Савченко. До акції долучились й інші європарламентарі з Литви, а також з Іспанії, Польщі та Чехії.
У березні 2016 року 57 євродепутатів відправили листа на ім'я представника Євросоюзу з питань зовнішньої політики та безпеки Ф. Могеріні з пропозицією внести Путіна до «списку Савченко», щоб ввести проти нього санкції.
23 березня голова МЗС Польщі Вітольд Ващиковський коментуючи вирок Надії Савченко назвав його «тероризмом проти гуманізму».
.
 Німеччина
23 лютого 2015 року прес-секретар Міністерства закордонних справ ФРН Мартін Шефер закликав Росію звільнити з-під варти полонену українську льотчицю Надію Савченко, яку 15 лютого відвідали німецькі лікарі.
23 березня 2016 р. міністр закордонних справ ФРН Франк-Вальтер Штайнмайєр заявив, що сподівається знайти «гуманітарне розв'язання» справи Надії Савченко. У квітні Ю. Тимошенко заявила, що між канцлером Німеччини А. Меркель та президентом США Б. Обамою існують домовленості про повернення Савченко на Україну.
 Росія
10 жовтня 2014 року рішенням ПЦ «Меморіал» Надія Савченко офіційно визнана політичним в'язнем в Росії. 26 лютого 2015 року російський письменник і дисидент Володимир Войнович попросив президента РФ Володимира Путіна звільнити Надію Савченко, аби не ганьбити Росію
1 березня у Москві одночасно з маршем пам'яті про російського опозиціонера Бориса Нємцова пройшов мітинг на підтримку Надії Савченко.
 США
29 вересня 2014 року на сайті Білого Дому з'явилася петиція на захист Надії Савченко, яка закликає використати всі законні засоби, щоб звільнити її. Петиція має набрати не менше 100 тисяч підписів до 29 жовтня. 24 жовтня Юлія Тимошенко заявила, що петиція набрала 101 369 підписів. Цієї кількості необхідно для того, щоб Барак Обама розглянув петицію.
17 жовтня голова місії США при ОБСЄ Д. Баєр заявив, що Сполучені Штати вимагають від Росії допустити до Савченко представника міжнародної гуманітарної організації й закликають негайно звільнити її та українського кінорежисера Олега Сенцова. Він нагадав, що на минулому тижні представник Російської Федерації заявив, що стурбованість США, викликана незаконним затриманням буде передана в Москву.
29 жовтня представник держдепартаменту США Джен Псакі висловила стурбованість офіційного Вашингтона у зв'язку з рішенням російського суду залишити Савченко під вартою ще на кілька місяців, а останні рішення суду «є обурливими та суперечать логіці».
12 лютого 2015 року Сенат США прийняв резолюцію щодо Надії Савченко (англ. A resolution calling for the release of Ukrainian fighter pilot Nadiya Savchenko, who was captured by Russian forces in Eastern Ukraine and has been held illegally in a Russian prison since July 2014), в якій засуджують дії влади Російської Федерації та закликають негайно її звільнити. Сенат також закликав владу Сполучених Штатів, їх європейських союзників і міжнародне співтовариство активно підтримувати зусилля по звільненню Савченко й інших незаконно затриманих осіб.
9 березня негайно звільнити Надію Савченко закликала кандидат у президенти США від Демократичної партії Гілларі Клінтон. «Я підтримую Надію й український народ, так само, як я завжди виступала за дотримання прав жінок і прав усіх людей, які страждають від несправедливості у всьому світі». 16 березня звільнити Савченко під час телефонної розмови з Путіним закликав президент США Б. Обама. Російський президент відповів, що «будь-яке втручання ззовні в юрисдикцію наших суддів неможливе».
 ООН
20 лютого 2015 року Представник Управління Верховного комісара ООН з прав людини Руперт Колвілл під час брифінгу в Женеві закликав російську владу негайно «звільнити з гуманітарних міркувань» українську льотчицю Надію Савченко. Він висловив стурбованість з приводу обставин затримання Надії та нагадав про її протестне голодування.

## Адвокат
У липні 2014 року Міністерство закордонних справ України запропонувало родині Савченко декілька кандидатур російських адвокатів, серед яких родина більше всього зацікавилась Фейгіним, який брав участь у справі Pussy Riot, яких засудили до двох років ув'язнення. 11 липня стало відомо, що українську льотчицю захищатиме відомий російський адвокат Марк Фейгін. З представником Фейгіна підписала контракт сестра Надії Савченко — Віра. Того ж дня офіційний представник Слідчого Комітету Російської Федерації В. Маркін заявив, що «в України стільки шансів звільнити Савченко, як Порошенко стати Президентом США».
1 квітня 2015 року Марк Фейгін заявив, що Слідчий комітет Росії підозрює його у екстремізмі.

## Парламентські вибори 2014
14 вересня лідер «Батьківщини» Юлія Тимошенко поступилася першим місцем у списку льотчиці Надії Савченко. 17 вересня сестра льотчиці Віра сказала, що сподівається, що Ю. Тимошенко допоможе її звільнити і пояснила, що колись Надія була прихильницею лідера цієї партії.
5 листопада М. Фейгін заявив, що адвокати підписали останні документи у Савченко для отримання статусу депутата українського парламенту. 7 листопада Надія Савченко написала заяву про звільнення зі збройних сил України у зв'язку з тим, що стала депутатом Верховної Ради.